# Chorasan

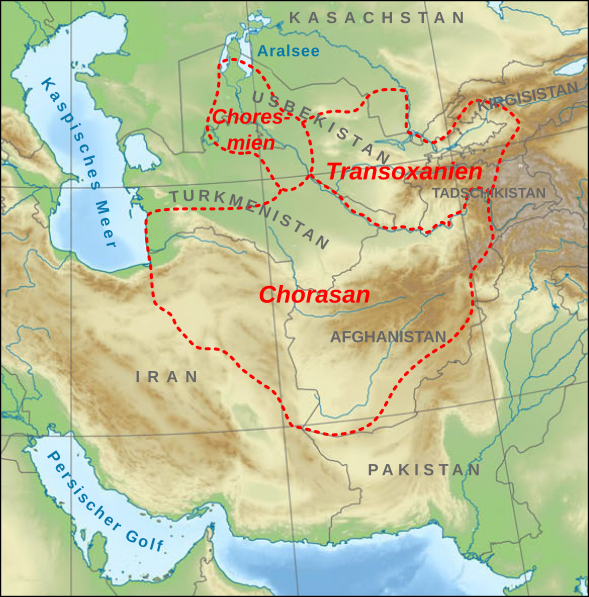
Chorasan und die Nachbarregionen Transoxanien und Choresmien in Zentralasien

Chorasan oder Churasan (persisch خراسان Chorāsān, DMG Ḫurāsān, manchmal auch Chorassan, im Englischen meist Khorassan, Khorasan oder Khurasan geschrieben), mit nördlicheren Regionen zusammengefasst als Chorasan und Transoxanien (arabisch-persisch خراسان و ما وراء النهر, DMG Ḫurāsān wa Mā warāʾ an-nahr), ist eine historische Region in Zentralasien im Gebiet der heutigen Staaten Afghanistan, Iran und Turkmenistan.

## Wortherkunft
Der Name Chorasan ist mittelpersischen Ursprungs und bedeutet „Orient“, „Morgenland“, „Land der aufgehenden Sonne“. Genauer erklärt ist er bei A. Ghilain (1939) und H. S. Nyberg: Chorasan (mittelpersisch xwarāsān) ist demnach auf das mittelpersische Wort xwar („Sonne“) und das parthische Verb ās („kommen“) zurückzuführen und bedeutet wörtlich „die kommende Sonne“.

## Geographie
Die nordostiranische Region grenzt im Westen an das Kaspische Meer, im Osten an den Hindukusch und im Norden an die beiden ebenfalls historischen Gebiete Transoxanien sowie Choresmien. Der nördliche Teil Chorasans befindet sich in Turkestan, die südlichen Teile gehören zur Wüstenregion Sistan und gehen in die Wüste Kawir über. Im Südwesten stellten die beiden Oasen Tabas und Kurain in der ehemaligen iranischen Provinz Chorasan die Grenze der historischen Region dar. Al-Balādhurī bezeichnet sie in seinem Buch über die „Eroberung der Länder“ als die „beiden Tore Chorasans“ (bābā Ḫurāsān).
Bedeutende Städte Chorasans sind: Merw, Buchara, Samarkand, Balch, Kabul, Ghazni, Herat, Maschhad, Tus und Nischapur.

## Geschichte

### Vorislamische Zeit
Als historische Landschaft, die sich in der Antike vom Kaspischen Meer bis über das heutige Zentral- und Nordafghanistan hinaus ausdehnte, gehörte die Region seit dem 6. Jahrhundert v. Chr. unter Kyros dem Großen zum Perserreich und wurde in die Satrapien Baktrien, Sogdien, Choresmien und Parthien unterteilt. Mit dem Sieg Alexanders des Großen über das Achämenidenreich wurde Chorasan eine makedonische Kolonie. Bei der Aufteilung des Alexanderreichs fiel es den Seleukiden zu. Nach der Eroberung durch Arsakes I. (247 v. Chr.) war Chorasan Ursprungs- und Kerngebiet des Partherreichs, welches 227 n. Chr. unter Ardaschir I. an die persische Dynastie der Sassaniden fiel und als eines der vier Teile des Neupersischen Reiches den Namen „Land der aufgehenden Sonne“ (= Chorasan) erhielt.
Als Teil des antiken Baktriens gilt es auch als die Region, aus welcher der Religionsgründer Zarathustra stammen soll. Nach der Eroberung Baktriens durch die Kuschana verschmolzen diese kulturell, religiös und sprachlich mit der bereits ansässigen Bevölkerung unter den Sassaniden. Der Kuschana-Herrscher Kanischka I. zeigte sich den in seinem Reich vorherrschenden traditionellen Religionen gegenüber tolerant, wie der Fund eines zoroastrischen Feuertempels in Baghlan belegt, der auf eine Stiftung Kanischkas zurückgeht. Später konvertierten aber auch einige Herrscher zum Buddhismus. Speziell Chorasan wurde in dieser Epoche zum Zentrum buddhistisch-hinduistischer Theologie wie Naturphilosophie und erlangte auch wirtschaftlich überregionale Bedeutung.

### Islamische Periode
Die ersten arabischen Vorstöße auf das Gebiet von Chorasan erfolgten während des Kalifats von ʿUthmān ibn ʿAffān durch den Statthalter von Basra, ʿAbdallāh ibn ʿĀmir. Er rückte im Jahre 30 der Hidschra (= 650/651 n. Chr.) nach Chorasan vor, bezwang die Hephthaliten und besetzte das gesamte Gebiet von Merw, Balch und Herat. Die Umayyaden entsandten eigene Statthalter nach Chorasan, von denen einige, wie zum Beispiel Yazīd ibn al-Muhallab, der von 702 bis 704 amtierte, und Qutaiba ibn Muslim Berühmtheit erlangten. Während der Statthalterschaft von Nasr ibn Saiyār konnte die Propaganda der Abbasiden in Chorasan großen Einfluss erringen. Am 15. Juni 747 hisste Abū Muslim in Merw das „Schwarze Banner“ der Abbasiden und begann den Aufstand gegen die Umayyaden. Sein General Qahtaba ibn Schabib verfolgte die umayyadischen Streitkräfte in westlicher Richtung und drängte sie aus Iran zurück.
Nachdem die Abbasiden 749 an die Macht gekommen waren, blieb Abū Muslim noch bis zu seinem Tod im Jahre 755 Statthalter von Chorasan. Viele Bewohner Chorasans, so zum Beispiel die Barmakiden, wanderten in der nachfolgenden Zeit in Richtung Westen aus und stellten sich in den Dienst der vom Irak aus regierenden Abbasiden. Al-Balādhurī berichtet, dass Soldaten aus Chorasan in den Jahren 141/142 der Hidschra (= 758/759) mit ihrem Kommandeur Maslam ibn Yahyā in Kilikien kampierten und dort die Stadt Adana gründeten.
Unter der Herrschaft der nachfolgenden Dynastien – den Tahiriden (820–872), Saffariden (867–1221 und später) und Samaniden (874–999) – entwickelte sich Chorasan zu einem der Zentren persischer und islamischer Kultur. Diese Tradition wurde von den nachfolgenden turko-persischen Dynastien (Ghaznawiden und ab 1038 Seldschuken), die nach und nach die lokalen Dynastien ablösten, fortgesetzt. 1220 wurde Chorasan von den Mongolen unter Dschingis Khan überrannt und erobert; weite Teile und insbesondere die Städte wurden zerstört.
Unter den nachfolgenden Herrschern – den Ilchanen, Timuriden und Mogulen – erlebte Chorasan eine erneute Blütezeit.
Die wichtigsten und bekanntesten Gelehrten und Sufis (islamische Mystiker) der persisch-islamischen Welt lebten und wirkten hier, unter anderen der Arzt Avicenna, der Erfinder der Algebra al-Chwarizmi, der Theologe al-Ghazālī, die Dichter Rumi, Attar und Firdausi, die Mathematiker Ulugh Beg und Omar Chayyām und der Universalgelehrte al-Bīrūnī.
Nach 1510 war Chorasan für längere Zeit zwischen den Safawiden und den Usbeken umkämpft; die Usbeken konnten sich dort aber immer nur für kurze Zeit halten.
1598 kam der größte Teil Chorasans endgültig unter iranische Oberhoheit, als die Safawiden den größten Teil Ostirans eroberten. Zeitweise waren kleinere Teile im Nordwesten und Südwesten unter usbekischer oder indischer Herrschaft. 1748 wurde in Chorasan die paschtunische Dynastie der Durrani gegründet, deren Emire als „Herrscher von Chorasan“ zu den Vorläufern des heutigen Staates Afghanistan wurden. 1863 fiel Herat endgültig an Afghanistan, Merw 1884 an Russland. Heute sieht sich Afghanistan bzw. die persische (tadschikische) Bevölkerung Afghanistans als rechtmäßiger Nachfolger des mittelalterlichen Chorasan.
In Chorasan vermischten sich viele Völker, ihr Wissen und ihre Kulturen mit der einheimischen iranischen Zivilisation. Durch diese lange und wichtige Geschichte hat die Region eine besondere Bedeutung nicht nur für die iranische Bevölkerung, sondern auch für Türken und Araber. Dies zeigt sich noch heute in der Zusammensetzung der Bevölkerung Chorasans.

## Bevölkerung
Chorasan ist aufgrund seiner wechselvollen Geschichte eine multi-ethnische Region. Die Bevölkerung Chorasans setzt sich aus Persern, Paschtunen, Arabern, Türken, Kurden, Mongolen und Belutschen sowie aus kleineren Gruppen von Juden und Luren zusammen.
Die größte Bevölkerungsgruppe in Chorasan bilden heute die Sprecher iranischer Sprachen, hauptsächlich Persisch und Paschtu, wobei Persisch sowohl zahlenmäßig als auch historisch und kulturell die dominierende Sprache ist. Eine bedeutende Minderheit bilden die Sprecher zentralasiatischer Turksprachen, von denen Usbekisch und Turkmenisch sicherlich die wichtigsten sind. Daneben findet man auch kleinere Gemeinden von Arabern und Kurden. Hinzu kommen im iranischen Teil Chorasans einige verstreut lebende, ehemals nomadisierende Ethnien, zu denen unter anderem die aus Indien stammenden Jat und die Asheq (vgl. Aşık) genannten Musiker gezählt werden.
99 Prozent der Bevölkerung Chorasans sind muslimisch, davon die Mehrheit im iranischen Teil schiitisch und in den anderen Ländern mehrheitlich sunnitisch mit bedeutenden schiitischen Minderheiten. Besonders der Westen Chorasans ist ein Zentrum der schiitischen Konfession. Unter anderem befindet sich dort die den Schiiten heilige Stadt Maschhad.

## Architektur

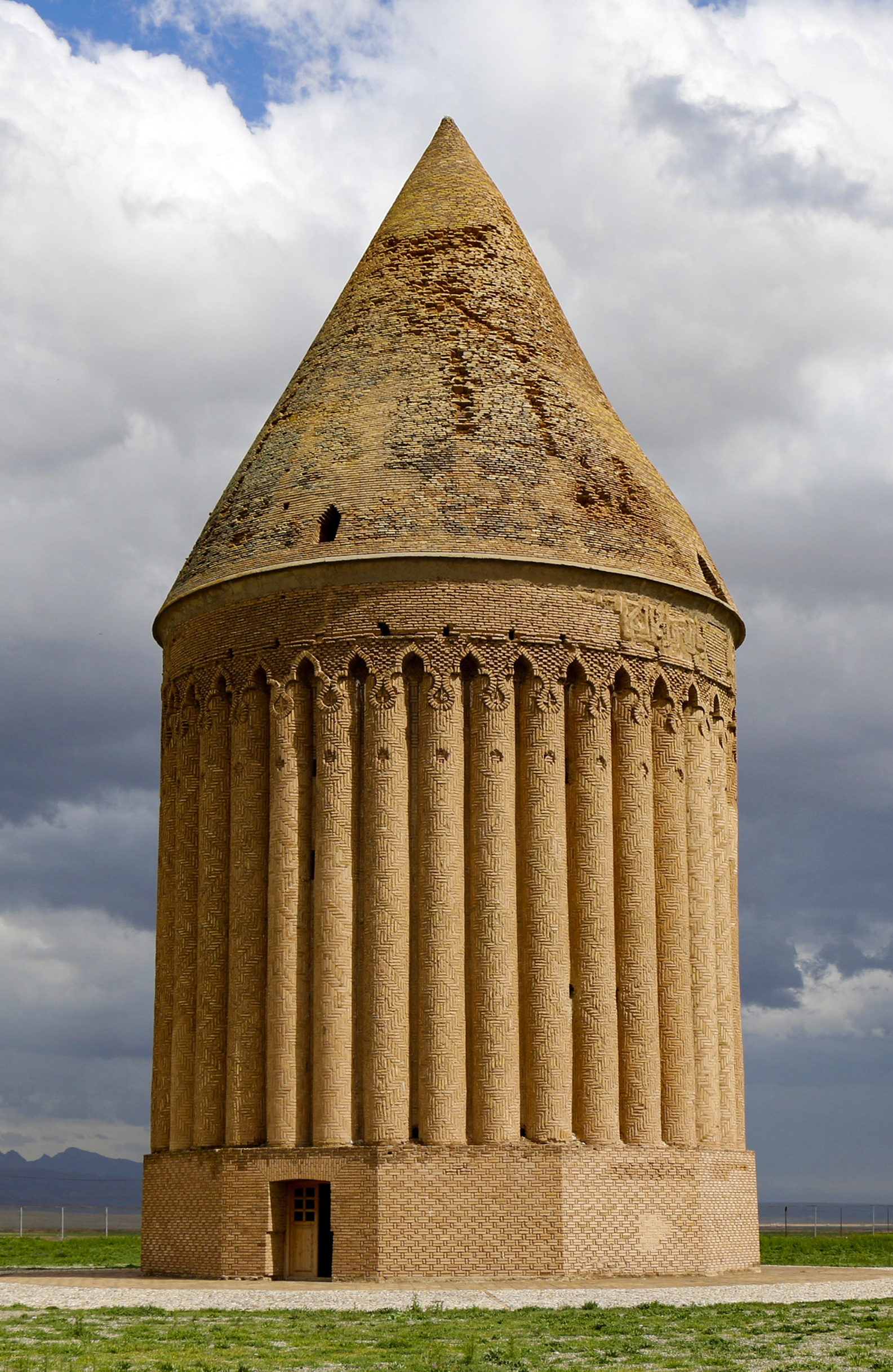
Radkan-Turm im Bezirk Chenaran

Die persische Baukunst wird hier insbesondere in Bauten für berühmte Tote deutlich. Überliefert und von Historikern und Architekten besucht und untersucht sind einige Grabmale mit hoch aufragenden runden Türmen. Der Baustil verwendet gebrannte rote Ziegelsteine, die unverputzt gelassen werden. Die über die Jahrhunderte gut erhaltenen Grabmale sahen die Bauherren vor allem als weithin sichtbares Monument zu Ehren des Verstorbenen.